# Zespół Szkół Ekonomicznych im. Józefa Gniazdowskiego w Ostrowie Wielkopolskim
Zespół Szkół Ekonomicznych im. Józefa Gniazdowskiego – pierwsza koedukacyjna szkoła w Ostrowie Wielkopolskim, której historia sięga roku 1925. Została wtedy powołana przez Towarzystwo Kupców Chrześcijan w Ostrowie Wielkopolskim, w celu utworzenia pierwszej szkoły o zawodowym kierunku kształcenia. Szkoła znajduje się przy ul. Partyzanckiej 29.

## Rys historyczny szkoły

### 3-letnia Koedukacyjna Szkoła Handlowa
Po I wojnie światowej Ostrów był prekursorem handlu hurtowego i detalicznego, stąd zrodził się pomysł utworzenia szkoły zawodowej, w której będzie się kształtować młodych ludzi na ekonomistów. Pierwsza ważna decyzja w tej sprawie zapadła podczas Walnego Zgromadzenia Towarzystwa Kupców Chrześcijańskich 24 stycznia 1925 roku, kiedy to postanowiono powołać do życia szkołę handlową. Obradom przewodniczył wtedy Roman Brykczyński. 24 marca 1925 roku Ministerstwo Wyznań Religijnych i Oświecenia Publicznego udzieliło pozwolenia na powstanie 3-klasowej Koedukacyjnej Szkoły Handlowej dekretem nr 4807/25.III.
Pierwsze zebranie Komitetu Szkoły odbyło się 25 kwietnia 1925 roku, natomiast 2 maja 1925 roku przyjęto i uchwalono Statut Szkoły Handlowej. W lipcu podjęto decyzję o objęciu stanowiska dyrektora szkoły Józefa Gniazdowskiego. Pierwsze grono pedagogiczne tworzyli dyrektor Józef Gniazdowski oraz  sześciu nauczycieli kontraktowych: Leopold Rudawski, Jan Kocot, Czesław Lassociński, Jan Dobski, Stanisław Szłapka, Franciszek Kowalski oraz ks. prefekt Zygmunt Masłowski.
4 września 1933 r. na zebraniu plenarnym Komitetu przewodniczący Roman Brykczyński wystąpił z projektem zakupu willi burmistrza przy ulicy Zdunowskiej 29 (obecnie ul. Partyzancka 29), aby budynek został przeznaczony jako lokal Szkoły Handlowej. Dotychczas zajęcia odbywały się przy ul. Królowej Jadwigi (obecnie Szkoła Podstawowa nr 4). We wsparciu tego przedsięwzięcia brało udział wiele osób — w szczególności kupcy ostrowscy.

### 4-letnie Koedukacyjne Gimnazjum Kupieckie Zrzeszenia Kupców Chrześcijan
22 lipca 1936 roku dyrektor Józef Gniazdowski zreferował kwestię przekształcenia szkoły w 4-letnie Gimnazjum Kupieckie, zgodnie z rozporządzeniem Ministerstwa z dnia 26 maja 1936 r, nr III T.P. 21003/36. Przekształcenie szkoły spowodowało jeszcze większe zainteresowanie mieszkańców, a co za tym idzie — o przyjęcie do niej ubiegło się więcej osób. Po przeprowadzeniu wstępnych egzaminów do nowej szkoły przyjęto 100 uczniów, których podzielono na dwie klasy — kupiecką oraz administracyjno-biurową. W następnych latach szkoła rozwijała się, przyjmując coraz więcej nauczycieli, a także uczniów ze  względu na rozbudowę placówki. W okresie przed II wojną światową rozwinął się element muzyczny szkoły, który w późniejszych czasach odznaczył się na kartach historii szkoły, regionu oraz całego kraju.

### Gimnazjum Kupieckie i Prywatne Koedukacyjne Gimnazjum i Liceum Handlowe
Budynek szkoły oraz sprzęt po II wojnie światowej pozwoliły na wznowienie działalności edukacyjnej po przejęciu przez okupantów niemieckich. 23 stycznia 1945 roku dyrektor Gniazdowski narażając swoje życie, zabezpieczył majątek szkoły, wracając do Ostrowa. 1 lutego tego samego roku ogłoszono zapisy do szkoły — Gimnazjum Kupieckiego.
Od 1 września 1946 roku zgodnie z zarządzeniem Ministerstwa Oświaty szkoła przyjęła nazwę Prywatnego Koedukacyjnego Gimnazjum i Liceum Handlowego Zrzeszenia Kupców Chrześcijan w Ostrowie Wielkopolskim. Obecny ustrój polityczny nie pozwalał Dyrektorowi na rozbudowę szkoły, a ponadto zmusił go do rezygnacji z wielu projektów i planów dotyczących rozwoju oraz podniesienia poziomu kształcenia. Z biegiem lat prowadzenie szkoły stawało się coraz trudniejsze, czemu towarzyszyły problemy finansowe. Sytuacja zmusiła Komitet Szkoły do złożenia wniosku o upaństwowienie szkoły.

### Zmiany nazw szkoły na przestrzeni lat 1950–1978[6]
- 1950 – Państwowe Zakłady Kształcenia Administracyjno-Handlowego
- 1951 – Technikum Handlowe Młodzieżowe o specjalności towaroznawstwo artykułów przemysłowych i spożywczych oraz I Technikum Handlowe dla Pracujących o kierunku finansowanie przedsiębiorstw przemysłowych
- 1956 – Technikum Ekonomiczne o specjalności ogólnoekonomicznej
- 1956/1957 – Zasadnicza Szkoła Zawodowa
- 1978 – Zespół Szkół Ekonomicznych

### Obecne szkoły w Zespole Szkół Ekonomicznych (rok 2021)
- Technikum nr 5
- V Liceum Ogólnokształcące dla dorosłych
- Szkoła Branżowa I stopnia nr 5
- Szkoła Policealna nr 3

## Dyrektorzy[7]
- Józef Gniazdowski (1925–1960)
- Jan Dwornik (1960–1979, 1984–1986)
- Tadeusz Raczak (1979–1984)
- Zbigniew Jakubowski (1986–2006)
- Beata Matuszczak (2007–2024)[8]
- Magdalena Barczak-Zmyślona (od 2025)[8]

## Wybrani absolwenci[9]

### Koedukacyjna Szkoła Handlowa Zrzeszenia Kupców
- Jan Berkowski[10] (ur. 26 marca 1910, zm. 29 listopada 1993)
- Zbigniew Maślaczyk[11] (ur. 28 stycznia 1912, zm. 31 maja 1942)

### Publiczna Szkoła Dokształcająca Kupiecka
- Bogusław Howil[12] (ur. 10 września 1913, zm. 22 lutego 2004)
- Antoni Władysław Langner[13] (ur. 20 grudnia 1917, zm. 8 września 1944)

### Gimnazjum Kupieckie
- Władysław Markiewicz (ur. 2 stycznia 1920, zm. 18 stycznia 2017)
- Władysław Kostuj[14] (ur. 21 września 1922)
- Marian Walczak (ur. 25 października 1923, zm. 29 marca 2020)
- Stefan Andrzej Antoni Marian Bojanowski[15] (ur. 15 czerwca 1929, zm. 26 września 2007)

### Liceum Handlowe Zrzeszenia Kupców
- Tadeusz Dembski[16] (ur. 18 sierpnia 1922, zm. 20 lutego 2000)

### Państwowe Liceum Handlowe
- Waldemar Gostomczyk[17] (ur. 6 maja 1930)
- Czesław Gulczyński[18] (ur. 23 maja 1927)
- Kazimierz Frąszczak[19] (ur. 18 lutego 1933, zm. 30 marca 1969)

### Technikum Handlowe
- Czesław Glinkowski[20] (ur. 17 lipca 1940, zm. 20 września 2008)

### Technikum Ekonomiczne
- Genowefa Żłobińska-Moras[21][22] (ur. 3 stycznia 1949)
- Jerzy Świątek (ur. 24 sierpnia 1949)

### Liceum Ekonomiczne
- Stanisław Smoleń (ur. 22 października 1952)

## Prasa szkolna[23]

### Z naszej szkoły...
Pierwszy numer wydano 19 marca 1932 roku. Pierwszym opiekunem była prof. Stefanja Hoffmanówna, po niej natomiast prof. Lech Rowiński. Gazetka miała przede wszystkim charakter informacyjny, jednak pojawiały się również elementy humorystyczne i inne.

### Gazetki powojenne/współczesne
- Expresem przez Ekonomik – pierwsze wydanie w 1977 roku
- Szpanda i Na Celowniku – od 1997 do 2000 roku
- Feniks – od 2000 roku do dziś

### Opiekunowie gazety szkolnej w Zespole Szkół Ekonomicznych
- mgr Anna Grzesiek-Kania (IX 1977 – VI 1981)
- mgr Anna Jeż, mgr Krystyna Włodarczyk, mgr Jacek Bartczak (IX 1998 – XII 1999)
- mgr Jolanta Gąsior, mgr Anna Jeż, mgr Dorota Łagosz (I 2000 – IX 2005)
- mgr Izabela Ryzińska-Dolata, mgr Grażyna Rachwalska, dr Justyna Kociemba-Żulicka (IX 2005 – IX 2009)
- mgr Małgorzata Czaińska-Zawidzka, mgr Grażyna Rachwalska, mgr Izabela Ryzińska-Dolata (IX 2009 – obecnie)